# Sznur grzybniowy

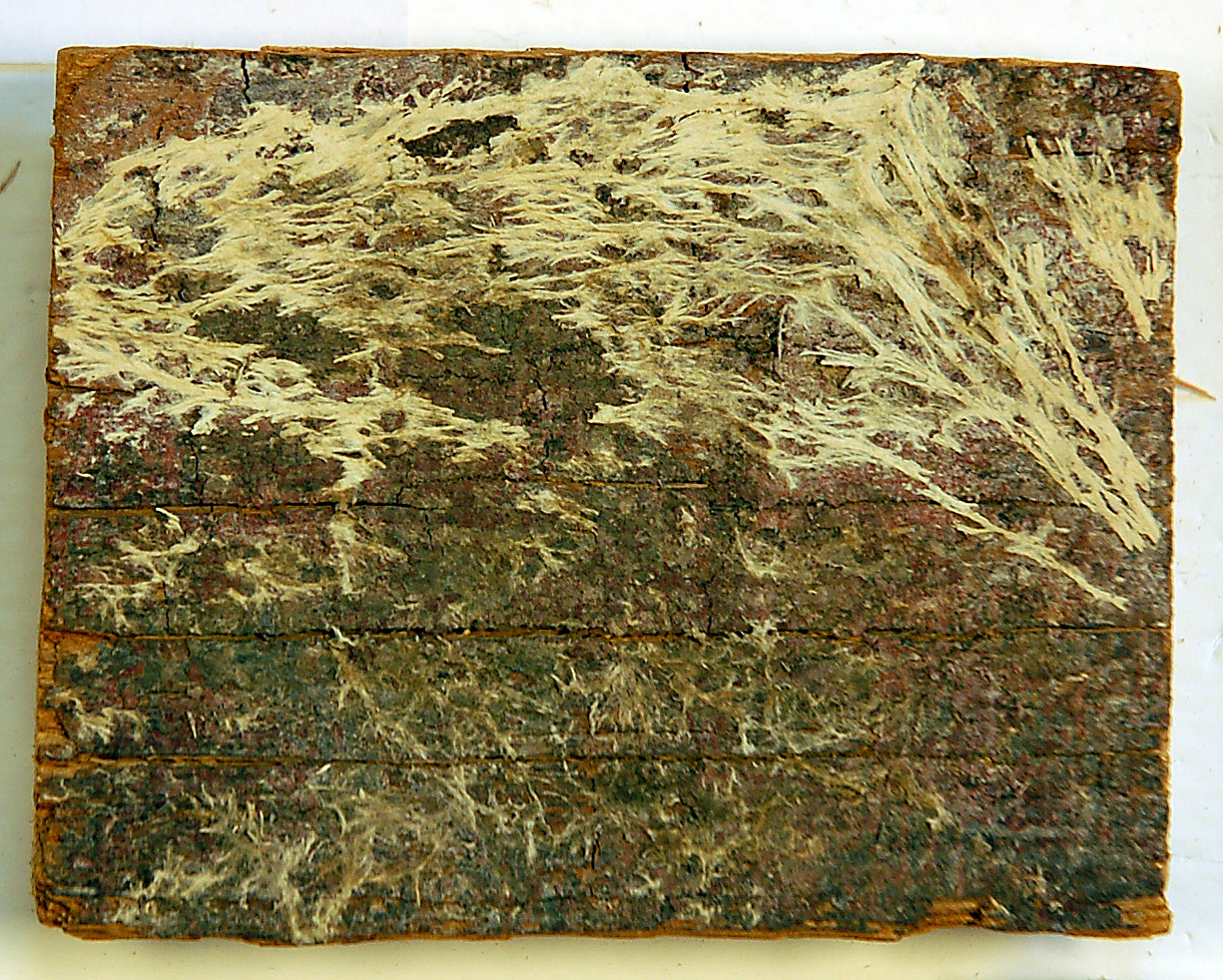
Sznury grzybniowe stroczka domowego

Sznur grzybniowy – wiązka równolegle ułożonych strzępek grzyba, wyraźnie różniąca się swoją budową i złożonością od pozostałych strzępek. Wchodzące w jej skład strzępki są zróżnicowane pod względem budowy i funkcji; można wyróżnić strzępki podstawowe, strzępki przewodzące i strzępki wzmacniające. Mogą też tworzyć między sobą anastomozy (połączenie poprzeczne). Strzępki tworzące zewnętrzną warstwę sznura grzybniowego są cienkie i grubościenne. Mają średnicę 2–4 μm, bardzo niewielkie światło komórek, a w ich ścianie komórkowej zazwyczaj znajduje się szczawian wapnia. Strzępki wewnętrzne, tzw. strzępki naczyniowe są szerokie, grubościenne i w środku puste (bez cytoplazmy).
U grzybów saprotroficznych sznury grzybniowe umożliwiają pokonanie większych odległości, co zwiększa szansę na dotarcie do odpowiedniego podłoża, u grzybów pasożytniczych zwiększa szansę na zaatakowanie żywiciela. Sznury grzybniowe mają zdolność przewodzenia węglowodanów oraz jonów azotanowych. Prawdopodobnie czynnikiem inicjującym powstawanie sznurów grzybniowych jest dostępność azotu. Zaobserwowano, że powstają one gdy w podłożu występują jony azotanowe, nie pojawiają się one natomiast w podłożu zawierającym jony amonowe.
Strukturą bardziej złożoną od sznurów grzybniowych są ryzomorfy. Czasami są one utożsamiane ze sznurami grzybniowymi. Trudno przeprowadzić ostre rozgraniczenie między nimi; za sznury grzybniowe należy uznać ryzomorfy o prostszej budowie i niewielkich rozmiarach.